# Tehnika
Téhnika (starogrško τέχνη: téhnē - umetnost, spretnost, veščina) je uporaba znanosti, oziroma točneje naravoslovja in matematike, za potrebe človeštva, predvsem v gospodarstvu. Pri snovanju izdelkov in postopkov se opira na tehniško znanje, matematiko in praktične izkušnje. Deli se na strojništvo, gradbeništvo, geodezijo, elektrotehniko, kemijsko tehniko, vedo o materialih (tehnologijo materiala), metalurgijo itd. Elektroinženir in elektrotehnik sta strokovnjaka za elektrotehniko, inženir in tehnik pa za druga področja tehnike. Pogoste zamenjave z »inženirstvom« in tehnologijo.